# Escadrille España
L'escadrille España est une composante des Forces aériennes de la République espagnole, commandée et mise sur pied par André Malraux. Composée de volontaires internationaux (Français et Italiens surtout), elle existe de 1936 et 1937 et finit par être baptisée Escadrille André-Malraux.

## Historique
À Paris, André Malraux, membre du Comité mondial antifasciste, organise chez lui une annexe de l'ambassade d'Espagne aux fins de recruter des pilotes et organiser administrativement et financièrement leur transfert vers l'Espagne, sans expérience aéronautique ou militaire, mais avec enthousiasme. Grâce à Jean Moulin, il obtint une liste de pilotes réservistes susceptibles de volontariat.
Elle est composée pour l'essentiel par des avions Dewoitine D.371, Loire 46 et Potez 540.

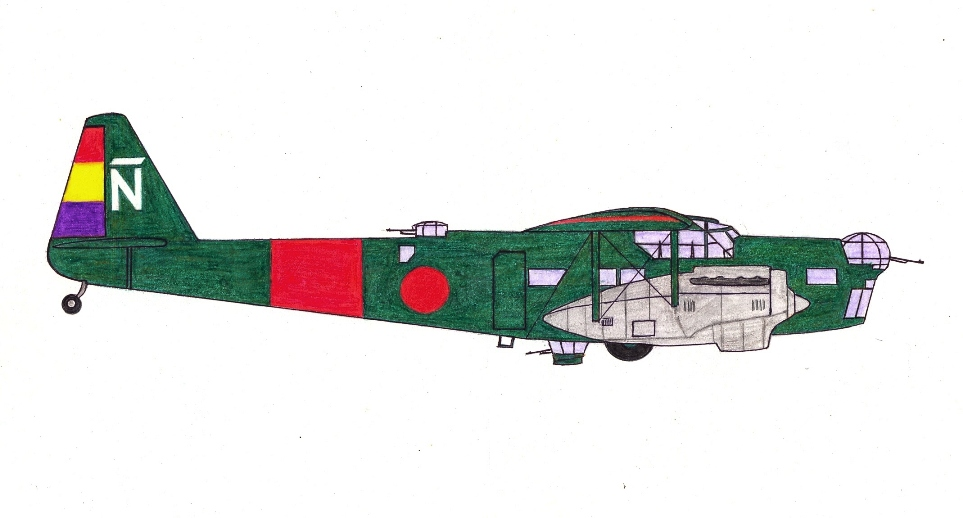
Le Potez 540 des forces aériennes de la République espagnole.

Tous ces efforts aboutirent à la constitution à Barcelone de l'Escuadrilla España, transférée le 16 août 1936 à Madrid, où le gouvernement espagnol, réticent devant ces mercenaires bien payés et indépendants, accepta de leur confier les 5 Potez, et quelques vieux chasseurs Nieuport 52 pour les escorter. Symboliquement les Potez furent identifiés par les lettres E, S, P, A et Ñ que Malraux fit peindre sur les dérives. L'aviation nationaliste étant encore mal organisée et équipée de vieux avions saisis au gouvernement espagnol, les premières missions de l'Escadrille España furent spectaculaires : le 1er septembre, le groupe attaqua par surprise un aérodrome secret des insurgés près d'Olmedo, épisode romancé dans un des chapitres de L'Espoir et dans son film Espoir, sierra de Teruel, adaptation au cinéma de son roman. Le 20 septembre trois avions seulement étaient en état de vol, les autres ayant été endommagés par la chasse adverse. Le 25 septembre, au cours d'un raid sur Grenade, le « E » fut victime d'une panne moteur et se posa sur le ventre dans la Sierra de Guadarrama. Le 2 octobre, un autre bimoteur était abattu ; le 5 octobre, tous les Potez étaient hors d'état de vol, et certains pilotes français rentraient déjà chez eux. Heureusement, le 15 octobre, la CAMS (filiale de Potez) livrait 6 Potez 542. Deux autres arrivèrent en Espagne avant la fin du mois. Le 27 octobre, trois Potez 542 décollaient à la tombée de la nuit d'Albacete et pilotés par Abel Guidez, René Darry et Victor Veniel, survolèrent l'aérodrome de Talavera de la Reina et bombardèrent l'état-major du général Franco sans rencontrer de résistance.